# Rio Aratu
Rio Aratu är ett vattendrag i Brasilien.   Det ligger i delstaten Pará, i den centrala delen av landet, 1 400 km norr om huvudstaden Brasília.
I omgivningarna runt Rio Aratu växer i huvudsak städsegrön lövskog. Runt Rio Aratu är det mycket glesbefolkat, med 2 invånare per kvadratkilometer.